# Dichromodes diffusaria
Dichromodes diffusaria är en fjärilsart som beskrevs av Achille Guenée 1858. Dichromodes diffusaria ingår i släktet Dichromodes och familjen mätare. Inga underarter finns listade i Catalogue of Life.